# Voormalig raadhuis (Soest)
Het voormalige raadhuis van Soest is een gemeentelijk monument aan de Steenhoffstraat 2 in de gemeente Soest in de provincie Utrecht. Het werd in 1892 gebouwd door architect P.J. Houtzagers.
Het linkergedeelte was raadhuis, het rechterdeel had als bestemming post- en telegraafkantoor. Ook werd een gedeelte als brandspuitberging gebruikt. In 1921 werd het achterste gedeelte verhoogd en uitgebreid met een extra verdieping en zolder. Het rechtse gedeelte had twee politiecellen. In 1965 werd het bordes toegevoegd en werd het gebouw versoberd. De torenspits en de trapgevels werden weggehaald. Ook de luiken van de vensters verdwenen. In 1993 werd het gebouw verbouwd voor de functie 'beschermd wonen'.
Het gebouw heeft een U-vormige plattegrond. Elk van de vier gevels heeft een trapgevel, met daarachter een zadeldak. Boven de dubbele toegangsdeur is een groot bovenlicht met daarboven een ronde boog met het gemeentewapen.